# Márton Pécsi
Márton Pécsi, madžarski geograf, predavatelj in akademik, * 29. december 1923, Budimpešta, † 22. januar 2003.
Pécsi je deloval kot profesor-raziskovalec za fizikalno geografijo v Geografskem raziskovalnem inštitutu in bil dopisni član Slovenske akademije znanosti in umetnosti (od 18. maja 1989).